# Xv (software)
xv è un visualizzatore di immagini shareware per X Window System. È incluso in alcune distribuzioni Linux come Slackware e openSUSE.
Supporta vari formati di file tra cui GIF, JPEG, TIFF, PBM, PGM, PPM e XPM.